# Peter Whittle
Peter Whittle (Wellington, 27 de fevereiro de 1927) é um matemático foi um matemático e estatístico da neozelandês, trabalhando nas áreas de redes estocásticas, análise de séries temporais, otimização estocástica e dinâmica estocástica. De 1967 a 1994, ele foi o Professor de Matemática para Pesquisa Operacional na Universidade de Cambridge.

### Livros
- Whittle, P. (1951). Hypothesis testing in times series analysis. Uppsala: Almqvist & Wiksells Boktryckeri AB
- Whittle, P. (1963). Prediction and Regulation. [S.l.]: English Universities Press. ISBN 0-8166-1147-5
Republicado como: Whittle, P. (1983). Prediction and Regulation by Linear Least-Square Methods. [S.l.]: University of Minnesota Press. ISBN 0-8166-1148-3
- Whittle, P. (1970). Probability (Library of university mathematics). [S.l.]: Penguin. ISBN 0-14-080085-9
Republicado como: Whittle, P. (1976). Probability. [S.l.]: John Wiley and Sons Ltd. ISBN 0-471-01657-8
- Whittle, P. (1971). Optimization Under Constraints. [S.l.]: John Wiley and Sons Ltd. ISBN 0-471-94130-1
- Whittle, P. (1982). Optimization Over Time. [S.l.]: John Wiley and Sons Ltd. ISBN 0-471-10120-6
- Whittle, P. (1983). Optimization Over Time: Dynamic Programming and Stochastic Control. [S.l.]: John Wiley and Sons Ltd. ISBN 0-471-10496-5
- Whittle, P. (1986). Systems in Stochastic Equilibrium. [S.l.]: John Wiley and Sons Ltd. ISBN 0-471-90887-8
- Whittle, P. (1990). Risk-Sensitive Optimal Control. [S.l.]: John Wiley and Sons Ltd. ISBN 0-471-92622-1
- Whittle, P. (1992). Probability Via Expectation 3rd ed. [S.l.]: Springer Verlag. ISBN 0-387-97758-9
Republicado como: Whittle, P. (2000). Probability Via Expectation 4th ed. [S.l.]: Springer. ISBN 0-387-98955-2
- Whittle, P. (1996). Optimal Control: Basics and Beyond. [S.l.]: John Wiley and Sons Ltd. ISBN 0-471-95679-1
- Whittle, P. Neural Nets and Chaotic Carriers. [S.l.]: John Wiley and Sons Ltd. ISBN 0-471-98541-4
- Whittle, P. (2007). Networks: Optimisation and Evolution. [S.l.]: Cambridge University Press. ISBN 9780521871006

### Artigos selecionados
- Whittle, P. (1953). «The analysis of multiple stationary time series». Journal of the Royal Statistical Society, Series B. 15 (1): 125–139. JSTOR 2983728
  - Reimpresso com uma introdução por Matthew Calder e Richard A. Davis como Whittle, P. (1997). «The analysis of multiple stationary time series». In:  Samuel Kotz and Norman L. Johnson. Breakthroughs in statistics, Volume III. Col: Springer Series in Statistics: Perspectives in Statistics. New York: Springer-Verlag. pp. 141–169. ISBN 0-387-94988-7

- Whittle, Peter (1954). «On stationary processes in the plane». Biometrika. 41 (3–4): 434–449. doi:10.1093/biomet/41.3-4.434
  - Reimpresso como Whittle, Peter (2001). «On stationary processes in the plane». In:  D. M. Titterington and D. R. Cox. Biometrika: One Hundred Years. [S.l.]: Oxford University Press. pp. 293–308. ISBN 0-19-850993-6

- Whittle, P. (1954). «Optimum preventative sampling». Journal of the Operations Research Society of America. 2 (2): 197–203. JSTOR 166605. doi:10.1287/opre.2.2.197

- Whittle, P. (1973). «Some general points in the theory of optimal experimental design». Journal of the Royal Statistical Society, Series B. 35: 123–130

- Whittle, Peter (1980). «Multi-armed bandits and the Gittins index». Journal of the Royal Statistical Society  Ser. B (Methodology). 42 (2): 143–149
- Whittle, Peter (1981). «Arm-acquiring bandits». Annals of Probability. 9: 284–292. doi:10.1214/aop/1176994469 (Available online)

- Whittle, Peter (1988). «Restless bandits: Activity allocation in a changing world». Journal of Applied Probability. 25A (Special volume: A celebration of applied probability (A festschrift for Joe Gani)): 287–298. MR 974588. doi:10.1017/s0021900200040420

- Whittle, P. (1991). «Likelihood and cost as path integrals (With discussion and a reply by the author)». Journal of the Royal Statistical Society, Series B. 53 (3): 505–538

- Whittle, Peter (2002). «Applied probability in Great Britain (50th anniversary issue of Operations Research)». Oper. Res. 50 (1): 227–239. doi:10.1287/opre.50.1.227.17792

### Obras biográficas
- Kelly, F. P. (1994). Probability, statistics and optimisation: A Tribute to Peter Whittle. Chicheter: John Wiley & Sons. ISBN 0-471-94829-2
  - Peter Whittle. 1994. "Almost Home". p. 1–28.
  - Anonymous. "Publications of Peter Whittle". p. xxi–xxvi. (Uma lista de 129 publicações.)
  - Anonymous. Biographical sketch (untitled). p. xxvii.